# Championnat d'Israël de football 1995-1996
Navigation
Championnat d'Israël 1994-1995 Championnat d'Israël 1996-1997
Le Championnat d'Israël de football 1995-1996 est la 44e édition de ce championnat.

## Classement[1]
| Rang | Équipe                     | Pts | J  | G  | N  | P  | Bp | Bc | Diff |
| ---- | -------------------------- | --- | -- | -- | -- | -- | -- | -- | ---- |
| 1    | Maccabi Tel-Aviv           | 74  | 30 | 23 | 5  | 6  | 59 | 16 | +43  |
| 2    | Maccabi Haïfa              | 66  | 30 | 19 | 9  | 2  | 74 | 31 | +43  |
| 3    | Betar Jérusalem            | 64  | 30 | 19 | 7  | 4  | 65 | 31 | +34  |
| 4    | Hapoël Haïfa               | 64  | 30 | 19 | 7  | 4  | 66 | 33 | +33  |
| 5    | Hapoël Tel-Aviv            | 54  | 30 | 16 | 6  | 8  | 47 | 28 | +19  |
| 6    | Maccabi Petah-Tikvah       | 49  | 30 | 13 | 10 | 7  | 43 | 37 | +6   |
| 7    | Maccabi Herzliya           | 36  | 30 | 10 | 6  | 14 | 33 | 37 | -4   |
| 8    | Hapoël Petah-Tikvah        | 36  | 30 | 7  | 15 | 8  | 31 | 40 | -9   |
| 9    | Hapoël Ironi Rishon LeZion | 31  | 30 | 8  | 7  | 15 | 25 | 40 | -15  |
| 10   | Hapoël Beit She'an         | 29  | 30 | 6  | 11 | 13 | 32 | 36 | -4   |
| 11   | Bnei Yehoudah              | 28  | 30 | 7  | 7  | 16 | 46 | 65 | -19  |
| 12   | Hapoël Kfar Sabah          | 28  | 30 | 8  | 4  | 18 | 29 | 53 | -24  |
| 13   | Hapoël Tsafirim Holon      | 27  | 30 | 7  | 6  | 17 | 32 | 52 | -20  |
| 14   | Hapoël Beit She'an         | 26  | 30 | 5  | 11 | 14 | 28 | 49 | -21  |
| 15   | Beitar Tel-Aviv            | 24  | 30 | 6  | 6  | 18 | 30 | 63 | -33  |
| 16   | Maccabi Jaffa              | 23  | 30 | 6  | 5  | 19 | 24 | 53 | -29  |

|  | Champion |
|  | Relégué  |

## Bilan de la saison
| Tableau d'Honneur                |                  |
| Compétition                      | Vainqueur        |
| Championnat d'Israël de football | Maccabi Tel-Aviv |
| Coupe d'Israël de football       | Maccabi Tel-Aviv |

| Promotions et relégations |                                   |
| Relégués en Liga Leumit   | Beitar Tel-Aviv Maccabi Jaffa     |
| Promus en Ligat ha'Al     | Hapoël Tayibe Hapoël Jérusalem FC |